# Vinhomes Riverside
Vinhomes Riverside (tên gọi cũ Vincom Village) là một khu đô thị thuộc địa phận phường Phúc Lợi, thành phố Hà Nội. Đây là khu đô thị do Công ty Cổ phần Đầu tư và Phát triển Đô thị Sài Đồng thuộc Vingroup xây dựng dựa trên mô hình thành phố Venice, Ý với các biệt thự được kết nối bằng hệ thống sông hồ trải dọc khu đô thị với tổng diện tích là 183,5 ha.
Địa chỉ hành chính của khu đô thị là Số 7, đường Bằng Lăng 1, phường Phúc Lợi, Hà Nội. Đây cũng là nơi đặt trụ sở chính của Tập đoàn Vingroup từ đầu tháng 1/2012.
Vinhomes Riverside là khu đô thị rộng lớn, cư dân Vinhomes Riverside được hưởng mật độ xanh lên tới 70m2/ người cùng với thảm thực vật 70ha cùng 18,6 km kênh đào, 12,4ha hồ Harmony.

## Quá trình xây dựng
Dự án được khởi công xây dựng vào đầu tháng 5 năm 2011.. Ngày 24 tháng 12 năm 2011, trung tâm thương mại Vincom Center Long Biên khai trương sau 7 tháng xây dựng. 

### Giai đoạn 1: Vinhomes Riverside
Diện tích: 183.5 ha, mật độ xây dựng là 12%, 60ha dành cho cây xanh và mặt nước. Diện tích biệt thự từ 111 đến 2000 m2.
Quy hoach theo 5 phân khu: Biệt thự Bằng Lăng, Biệt thự Hoa Phượng, Biệt thự Hoa Lan, Biệt thự Hoa Sữa và Biệt thự Hoa Anh Đào.

### Giai đoạn 2: Vinhomes Riverside The Harmony
Diện tích: 96ha - diện tích 15ha, chiều dài kênh đào 4,8 km. Quy mô 1499 căn biệt thự đơn lập, song lập, tứ lập, liền kề, nhà phố và nhà vườn.
Phân khu: Khu Tulip, Khu Nguyệt Quế, Khu Hướng Dương, Khu Phong Lan.

### Đơn vị thi công, giám sát, thiết kế
Chủ đầu tư: Công ty Cổ phần Đầu tư và Phát triển Đô thị Sài Đồng.
Đơn vị giám sát: Công ty cổ phần kiến trúc đô thị Việt Nam
Đơn vị thiết kế:
- Công ty TNHH Kiến trúc ACT Việt Nam - ACT Architects (VN) Co., Ltd.
- Công ty Cổ phần PCM.
- Công ty Cổ phần Archipel.
- Công ty TNHH Thiết kế của Pháp (Site Asia).
- Công ty SENA.
- Công ty TEDI.
- Tổng Công ty Tư vấn Xây dựng Việt Nam – VNCC.

## Các công trình liên quan

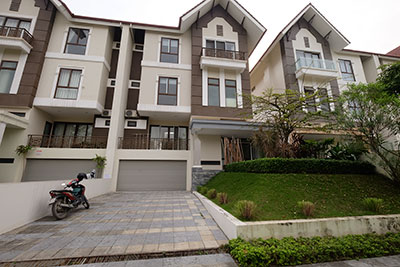
Một căn biệt thự trong dự án Vinhomes Riverside

Được phát triển theo mô hình “thành phố thu nhỏ” hiện đại và năng động, Vinhomes Riverside hội tụ đầy đủ những tiện ích:
Trường mầm non Vinschool,
Trung tâm thương mại Vincom Long Biên,
Trung tâm Ẩm thực và Hội nghị đẳng cấp Quốc tế Almaz,
Công viên Khủng Long,
Cùng với khu phức hợp thể thao ngoài trời, sân tập golf 20 làn, bể bơi vô cực… bố trí xen kẽ các khu dân cư.

## Giải thưởng
- Giải thưởng "Dự án Phức hợp tốt nhất châu Á - Thái Bình Dương" thuộc Giải thưởng Bất động sản quốc tế – International Property Awards 2013. Đây là dự án đầu tiên của Việt Nam giành được giải thưởng danh giá tầm cỡ khu vực và thế giới của International Property Awards.[8].
- Giải thưởng "Chủ đầu tư tốt nhất — Best Developer" và "Dự án biệt thự tốt nhất — Best Villa Development" tại Lễ trao giải "Bất động sản khu vực Đông Nam Á 2012".[9]
- Giải thưởng "Kiến trúc xanh 2012" trao bởi Hội kiến trúc sư Việt Nam.[9]